# Зимняя пяденица
Зимняя пяденица (Operophtera brumata) — бабочка из семейства пядениц.

## Описание
Красновато-серая, самец с нежными округлёнными крыльями, в размахе около 3 см; самка с недоразвитыми крыльями, летать не может. Образ жизни как у пяденицы-обдирала, только лёт ещё позднее (до середины декабря). Гусеница желто-зелёная с зелёной головой, с боков желтоватая, длина до 2 см; объедает весной и в июне разные лиственные деревья; окукливается в земле. Меры — как против пяденицы-обдирала. Очень похожий вид — Operophtera fagata — отличается несколько более длинными крыльями самки (длиной почти с тело) и чёрной головой гусеницы.